# Girafa massai
La girafa massai (Giraffa tippelskirchi) és una espècie d'artiodàctil de la família dels giràfids. Viu a Kenya, Tanzània i Zàmbia. Juntament amb la girafa meridional (G. giraffa) i la girafa reticulada (G. reticulata), és una de les tres antigues subespècies de girafa (G. camelopardalis) que el 2016 foren elevades a la categoria d'espècie. N'hi ha aproximadament 32.550 individus salvatges.